# Quadern d'aventures
El quadern d'aventures o quadern d'historietes és un format de còmic que fou molt utilitzat a l'Estat Espanyol i Itàlia a mitjan segle xx. S'editaven amb la portada a color i les pàgines interiors en blanc i negre, el seu format majoritàriament era apaïsat, però també hi havia edicions en format vertical.

## Característiques
En la seua forma més comuna, un quadern era una revista rectangular i apaïsada de periodicitat setmanal i d'una quantitat de pàgines variable, predominant les de setze pàgines. Temàticament solien ser monogràfics, presentant fulletons de grafisme realista, "protagonitzats per personatges cíclics -o grups" i majoritàriament del gènere de les aventures. Els romàntics, en canvi, no presentaven tal continuïtat argumental ni de personatges, encara que, segons Jesús Cuadrado «sí se solaparen conductes similars en la funció mateixa de la capçalera de cada tebeo (Azucena, 1946)».
El ritme de producció de quaderns d'aventures era frenètic perquè els editors exigien setmanalment un mínim de 10 pàgines més portada per sèrie a cada autor, havent alguns, com Manuel Gago, que arribava a produir sèries simultàniament.
L'èxit d'aquests còmics en la postguerra espanyola s'atribueix a les necessitats d'evasió del públic, dirigides a aventures exòtiques.

## Història
A Espanya, els primers quaderns d'aventures, encara que tenien un format vertical, foren creats a partir de 1918 o 1919, tractant-se generalment d'adaptacions de contes i novel·les clàssiques. Buigas, director de la revista TBO va seguir aquest format a la Colección Gráfica TBO.
En la dècada del 1930, l'editor italià Enrique Guerri Giacomelli presentà les aventures seriades d'un únic heroi en El As de los Exploradores (1934-¿1939?) de José Grau, i Hispano Americana va fer el mateix amb els herois de les aventures estatunidenques que havia donat a conèixer a les seues revistes (Tim Tyler's Luck, Agente secreto X-9, Flash Gordon, Franck Buck, King y Tarzán) en la seua col·lecció de "Las Grandes Aventuras", a partir de març de 1936.
No serà fins a la dècada del 1940 que el format s'implante, tant a Italia com a Espanya. A l'Estat Espanyol, la seua proliferació fou afavorida per la dificultat d'aconseguir permisos per a publicacions periòdiques, sent Hispano Americana la primera que optà per aquesta via, recuperant les seues recopilacions de sèries estatunidenques, a les que ara sumava italianes (Dick Fulmine).
Moltes altres editorials més petites es van sumar a aquesta moda, destacant Rialto i Grafidea. Serà, així i tot, fou l'Editorial Valenciana la que publicà les dos sèries més populars i influents de l'època: Roberto Alcázar y Pedrín (1940) d'Eduardo Vañó i El Guerrero del Antifaz (1944) de Manuel Gago. A més publicà quaderns d'humor i de grafisme caricaturesc, com Mister Bluff (1943) de José Soriano Izquierdo i Emilio Panach o Cosas de risa y embrollo de Tarugo i Don Meollo (1944) d'Antonio Ayné. Com a conseqüència d'aquest boom, només el 1945 es publicaren uns 4.500 títols.
Entre el 1951 i el 1965 la historieta espanyola està en auge, destacant el format del quadern d'aventures com un dels protagonistes d'aquest auge. Durant la dècada del 1950 obres exitoses com El Capitán Trueno (1956) provocà que es desdramatitzaren altres quaderns, guanyant en to festiu. L'editorial Creo, fundada el 1958, presentà durant un breu temps una alternativa a l'estil generalitzat dels quaderns d'aventures valencians.
Abans del 1955, la violència tenia una presència als quaderns que no va ser superada en el futur. Durant aquesta etapa del 1955 al 1965 els quaderns estan afectats per la censura i es caracteritzen per un estancament dels elements creatius i estètics de les històries dels quaderns.
El 1962 aparegué la Comisión de Información y Publicaciones Infantiles y Juveniles, el secretari general del qual, el Pare Jesús M. Vázquez carregà contra la violència dels quaderns d'aventuras, desnaturalitzant-los i contribuint a la pèrdua de lectors. A partir del 1965 quasi va desaparèixer amb els canvis socials i la difusió de noves formes d'oci, com la televisió.